# Iermólovka (Krasnodar)
|  | Per a altres significats, vegeu «Iermólovka». |

Iermólovka - Ермоловка (rus) - és un poble del krai de Krasnodar, a Rússia. Es troba a la vora dreta del riu Psou, que fa de frontera entre Rússia i Abkhàzia, a 28 km al sud-est de Sotxi i a 190 km al sud-est de Krasnodar, la capital.
Pertany al municipi de Níjniaia Xílovka.